# Victor von Röll
Victor von Röll (23. května 1853 Černovice – 12. října 1922 Vídeň) byl rakousko-uherský, respektive předlitavský státní úředník a politik, v roce 1911 ministr železnic.

## Biografie
V letech 1869–1873 vystudoval na Vídeňské univerzitě, kde získal titul doktora práv. Krátce pracoval v advokátní kanceláři a od roku 1876 působil jako úředník na Dráze císařovny Alžběty. Roku 1896 přešel na nově zřízené ministerstvo železnic, kde se roku 1905 stal sekčním šéfem.
Za vlády Richarda Bienertha se dodatečně stal ministrem zemědělství. Post si udržel i následné vládě Paula Gautsche. Funkci zastával v období 25. června 1911 – 3. listopadu 1911. Po odchodu z vlády se nadále angažoval v dopravní tematice. Podílel se na vzniku Mezinárodního výboru pro železniční dopravu. Publikoval odborné studie o železniční dopravě.